# Дубово-грабові насадження на Поліссі
Дубо́во-гра́бові наса́дження на Полі́ссі — лісове заповідне урочище в Україні. Розташоване в межах Костопільського району Рівненської області, на схід від с.Корчин. 
Площа 11,5 га. Створене рішенням Рівненського облвиконкому № 343 від 22.11.1983 року. Землекористувач: ДП «Рівненський лісгосп» (Корчинське лісництво, кв. 17, вид. 3, 4). 
Заповідне урочище розташоване на першій надзаплавній терасі річки Горинь. Територія рівнинна, зі сходу обрамлена піщаними горбами. Урочище створене для збереження рідкісних на Поліссі дубово-грабових угруповань. Вік дерев 130-150 років.